# Limite du nombre de mandats
 (avril 2023).
 (avril 2023).
Si vous disposez d'ouvrages ou d'articles de référence ou si vous connaissez des sites web de qualité traitant du thème abordé ici, merci de compléter l'article en donnant les références utiles à sa vérifiabilité et en les liant à la section « Notes et références ».
Une limite du nombre de mandats est une restriction légale qui limite le nombre de mandats politiques, successifs ou non, qu'un titulaire de fonction politique peut exercer dans un poste élu particulier.
Lorsque des limites de mandats sont définies dans les régimes présidentiels et semi-présidentiels, elles agissent comme une méthode pour limiter le risque de monopole du pouvoir, où un dirigeant devient effectivement « président à vie ». Cette mesure est destinée à empêcher une république de devenir une dictature de facto.
Les limites de mandat peuvent être une limite à vie sur le nombre de mandats qu'un responsable politique peut servir, ou une restriction sur le nombre de mandats consécutifs pendant lesquels ils peuvent exercer leurs fonctions.

## Histoire

### En Europe
Les limites de durée remontent à la Grèce antique et à la République romaine, ainsi qu'à la république de Venise. Dans l'ancienne démocratie athénienne, de nombreux fonctionnaires sont limités à un seul mandat. Les membres de la Boulè, ou Bouleutes, ont droit à un maximum de deux mandats. Le poste de Stratège peut en revanche être occupé pour un nombre indéfini de mandats. Dans la République romaine, une loi est adoptée, imposant une limite d'un seul mandat à la fonction de censeur. Les magistrats annuels, y compris le tribun de la plèbe, l'édile, le questeur, le préteur et le consul, sont interdits de réélection pour un certain nombre d'années[Combien ?]. Le poste de dictateur donne accès à des pouvoirs presque illimités, à l'exception du fait qu'il est limité à un seul mandat de six mois. Les dirigeants romains successifs affaiblissent cette restriction jusqu'à ce que Jules César se proclame « dictateur perpétuel » et mette fin à la République, ce qui mènera à son assassinat.
Les limites de durée reviennent dans l'Europe médiévale, notamment avec la république de Novgorod, la république de Pskov, la république de Gênes et la république de Florence.
La première limite constitutionnelle moderne des mandats est établie sous la Première République par la Constitution de 1795, qui fixe la durée des mandats  du Directoire à cinq ans et interdit les mandats successifs. Napoléon met fin à la pratique des limites de mandat en 1799, d'une manière similaire à Jules César. La Constitution française de 1848 rétablit ces limites du mandat, mais celles-ci sont à nouveau abolies par le neveu de Napoléon, Napoléon III. Depuis le début de la Cinquième République, la limite est fixée à deux mandats consécutifs, renouvelables après un arrêt d'un mandat, soit cinq ans, au moins. Cependant, aucun président français n'a encore été réélu pour plus de deux mandats.
De nombreuses républiques post-soviétiques établissent des systèmes présidentiels avec des limites de mandat de cinq ans après la dissolution de l'Union soviétique en 1991. Le président de la Russie est autorisé à un maximum de deux mandats consécutifs (il est cependant possible d'en exercer plus de deux, à condition qu'ils ne soient pas consécutifs,), mais les amendements de 2020 à la Constitution russe exemptent Vladimir Poutine de cette limite,. Le président du Bélarus, ou Biélorussie, est lui aussi limité à deux mandats, mais la limite est abolie en 2004,.

### Aux États-Unis
Un prédécesseur des limites de mandats modernes dans les Amériques remonte à la Charte des libertés de Pennsylvanie de 1682 et au cadre de gouvernement colonial de la même année, rédigé par William Penn et prévoyant une rotation triennale du Conseil provincial, la chambre haute de la législature coloniale. Les présidents des États-Unis ont généralement honoré une tradition informelle de ne servir que deux mandats, mais cette limite n'a pas été inscrite dans la loi jusqu'à ce que le 22e amendement à la Constitution ait été ratifié en 1951 après l'élection de Franklin D. Roosevelt à un troisième et quatrième mandats.
Au niveau fédéral, il n'existe pas de limite pour les membres du Congrès.
37 États fédérés limitent les mandats possibles de leurs gouverneurs. 16 législatures d'État appliquent des limites aux représentants et aux sénateurs.

### En Amérique latine
Alors que les pays d'Amérique latine modelaient les républiques présidentielles sur le gouvernement des États-Unis au XIXe siècle, ils ont établi dans le même temps des limites de mandats pour leurs présidents sur la base de la limite de deux mandats des États-Unis. En réponse aux présidents qui ont dépassé leur mandat, certaines de ces limites de mandat ont finalement été remplacées par une limite d'un mandat sans réélection.
Au Mexique, Porfirio Díaz élude les limites de mandats, se présentant pour huit mandats avant d'être contraint à l'exil en 1911. Une nouvelle constitution en 1917 établit donc une limite à un mandat. Après qu'Álvaro Obregón ait violé cette loi et se soit présenté pour un second mandat, il est assassiné. Actuellement, les membres du Congrès du Mexique ne peuvent pas être réélus pour le mandat suivant en vertu des articles 50 et 59 de la Constitution du Mexique, et le président du Mexique est limité à un seul mandat de six ans, appelé le Sexenio[réf. nécessaire].
Le président de l'Argentine était jusqu'en 1994 limité à un mandat unique de six ans, mais la Constitution de l'Argentine est modifiée cette année-là, assouplissant la limite des mandats à un maximum de deux mandats consécutifs de quatre ans[réf. nécessaire].
En 1997, la Constitution du Brésil est amendée, assouplissant la limite du mandat du président du Brésil d'un mandat de cinq ans à deux mandats de quatre ans[réf. nécessaire].
En 2004, la durée du mandat du président de Colombie passe d'un à deux mandats[réf. nécessaire].
Le référendum constitutionnel vénézuélien de 2009 abolit la limitation des mandats au Venezuela[réf. nécessaire].

### En Asie
Après la Révolution de 1911, le Premier ministre du Cabinet impérial Yuan Shikai devient le deuxième président de la république de Chine. Il est initialement soumis à un maximum de deux mandats de cinq ans, mais le mandat est ensuite rallongé jusqu'à dix ans et la limite de mandat est supprimée[réf. nécessaire].
En 1948, les dispositions temporaires contre la rébellion communiste abolissent la limite du mandat du président de la république de Chine et établissent Tchang Kaï-chek comme chef militaire du pays. La limite de mandat est rétablie après l'abrogation de ces dispositions en 1991[réf. nécessaire].
Le président de la Corée du Sud est initialement autorisé à rester en fonction pour un maximum de deux mandats de quatre ans lorsque le poste est créé en 1948, mais la limite de mandat est supprimée en 1954 afin que Syngman Rhee puisse briguer un troisième mandat. Après l'élection de Rhee pour un quatrième mandat, la première république de Corée est renversée. La limite de deux mandats est rétablie, mais elle est étendue à trois mandats en 1969 et abolie à nouveau en 1972. Depuis 1981, le président de la Corée du Sud est limité à un mandat de cinq ans[réf. nécessaire].
En vertu de la Constitution originale de l'Indonésie, les mandats présidentiels et vice-présidentiels étaient illimités, mais depuis le premier amendement de 1999, les titulaires des deux fonctions sont limités à deux mandats chacun.
Les Philippines ont établi des limites de mandat après l'indépendance obtenue des États-Unis, mais elles sont abolies par Ferdinand Marcos dans les années 1970.
Entre 1982 et 2018, la Constitution de la Chine stipule que le président, le vice-président, le premier ministre et les vice-premiers ministres ne peuvent pas servir plus de deux mandats consécutifs, bien qu'il n'y ait pas de limite de mandat pour le secrétaire général du Parti communiste chinois, qui représente généralement le Chef suprême de la Chine. En mars 2018, l'Assemblée populaire nationale adopte une série d'amendements constitutionnels, notamment la suppression des limites de mandats pour le président et le vice-président, ainsi que le renforcement du rôle central du Parti communiste chinois (PCC), permettant à son dirigeant, Xi Jinping, de conserver le pouvoir. indéfiniment jusqu'à sa mort,.
Le président du Tadjikistan est initialement limité à un mandat de cinq ans en vertu de la Constitution de 1994 du Tadjikistan. Ce mandat est porté à un mandat de sept ans en 1999 et à deux mandats de sept ans en 2003. La limite de mandat est remise à zéro pour le président Emomali Rahmon en 2006, et complètement abolie en 2016,.
Le Premier ministre du Pakistan est limité à un mandat de cinq ans jusqu'à ce que la limite soit abolie en 2011[réf. nécessaire].

### En Afrique subsaharienne
Au cours de la période de décolonisation des pays africains, à partir de la deuxième moitié du XXe siècle, de nombreux pays établissent des régimes présidentiels, mais peu fixent une limite de mandat effective dans leur Constitution. Le Liberia a brièvement limité ses présidents à un mandat de huit ans entre 1944 et 1951.
La république démocratique du Congo, le Gabon, le Rwanda et le Togo ont été les seuls pays établir des limites au nombre de mandats, mais elles ont pour la plupart été abolies peu après. Après la dissolution de l'Union soviétique en 1991, de nombreux pays africains ont été libérés de l'influence soviétique et ont établi des limites de durée.
Le président de l'Ouganda est limité à deux mandats de cinq ans à partir de 1995, ce qui n'a eu aucun effet sur l'identité du détenteur du pouvoir. Le président Yoweri Museveni avait en effet déjà servi deux mandats, mais ceux-ci n'ont pas été pris en compte dans la nouvelle limite. La limite de mandat a en outre été abolie en 2005, permettant à Museveni de continuer à être président[réf. nécessaire].
Au Kenya, la constitution de 2010 limite le président à un maximum de deux mandats de cinq ans, tout comme les gouverneurs de comté. Avant la promulgation de la constitution de 2010, les limites de mandat n'existaient pas. Le premier président, Mzee Jomo Kenyatta, a régné pendant 15 ans et est mort en fonction. Son vice-président, Daniel Moi a pris la relève en 1978 et a régné pendant 24 ans avant que Mwai Kibaki ne prenne la relève. Kibaki a régné pendant dix ans, dans un mandat caractérisé par des réformes politiques majeures menant à la constitution de 2010. L'ancien président Uhuru Kenyatta a été le premier président à exercer ses fonctions en vertu de la nouvelle loi, il a donc occupé le poste pendant deux mandats de 5 ans chacun et a été remplacé par son adjoint William Ruto en septembre 2022. Un membre du parti de l'Alliance démocratique unie du président Ruto révèle son intention de supprimer la limitation des mandats le 7 novembre 2022, mais la direction du parti le renvoie, tout en concédant que ces opinions était les siennes et qu'il avait le droit de les exprimer.
En Afrique subsaharienne, seul le Kenya connaît une transition en douceur du pouvoir d'un président à l'autre après l'expiration des limites de mandat. Certains pays suppriment l'exigence ou ne l'ont pas dans leurs lois.

### Au Moyen-Orient et en Afrique du Nord
Le référendum constitutionnel égyptien de 2019 prolonge le mandat présidentiel de quatre à six ans et permet au président Abdel Fattah el-Sissi d'exercer les fonctions de président de l'Égypte pour un troisième mandat au-delà de la limite constitutionnelle de deux mandats[réf. nécessaire].
Plus généralement, la limitation des mandats est l'une des revendications majeures des manifestants lors du Printemps arabe.

## Mécanisme
La limitation des mandats est un élément du constitutionnalisme qui sert à limiter les effets négatifs de la démocratie.
Les mandats peuvent prendre la forme de mandats consécutifs ou de mandats à vie. Avec des limites de mandats consécutifs, le titulaire d'une charge ne peut servir qu'un certain nombre de mandats avant de devoir cesser de se présenter à ce poste. Après une période de temps définie, son compteur de mandats se réinitialise et il peut se présenter aux élections à son poste d'origine et servir à nouveau jusqu'à la limite. Avec des limites à vie, une fois qu'un titulaire a atteint la limite, il ne peut plus se présenter aux élections à ce poste. Les limites à vie sont donc beaucoup plus restrictives que les limites consécutives.
Les pays qui appliquent un système de gouvernement parlementaire sont moins susceptibles d'employer des limites de mandat pour leurs dirigeants. En effet, ces dirigeants ont rarement un « mandat » fixe : ils servent plutôt tant qu'ils ont la confiance du parlement, une période qui pourrait durer plus longtemps qu'un mandat classique. De nombreux parlements peuvent être dissous pour des élections anticipées, ce qui signifie que certains parlements peuvent ne durer que quelques mois tandis que d'autres peuvent continuer jusqu'à leur date d'expiration. Néanmoins, ces pays peuvent imposer des limites de mandat aux titulaires d'autres postes - dans les républiques, par exemple, une présidence cérémonielle peut avoir un mandat limité, surtout si le poste détient des pouvoirs de réserve[réf. nécessaire].
En partie en raison d'un manque de limites légales de mandats dans les pays africains, Mo Ibrahim, un entrepreneur soudanais, crée en 2006 le prix Ibrahim avec un prix en espèces associé pour inciter les dirigeants africains à promouvoir les droits de l'homme et le transfert démocratique du pouvoir,.

## Violation des limites de mandat
De nombreux présidents ont tenté ou sont parvenus à dépasser leurs limites de mandat respectives par diverses méthodes,. Entre 1960 et 2010, plus d'un quart des présidents à mandat limité ont prolongé ou violé avec succès leur mandat pour rester au pouvoir, et l'application des limites de mandat est reconnue comme l'un des grands défis du développement démocratique. Les limites de mandat reçoivent généralement une plus grande reconnaissance nationale et internationale que d'autres mécanismes démocratiques, et les tentatives de violation des limites de mandat se heurtent généralement à une forte résistance de la part de la population d'un pays et de la scène internationale. La violation de la limite du nombre de mandats est fortement corrélée au recul démocratique et à l'érosion des droits de l'homme.
La volonté d'un titulaire de fonction politique de chercher à outrepasser les limites de mandat peut être en lien avec les opportunités financières directement issues du poste, avec celles offertes à la fin du mandat, avec les contraintes en place pour faire respecter les limites de mandat, avec le degré de contrôle du dirigeant sur les autres branches du gouvernement ou d'un parti politique, et avec la probabilité de faire face à des poursuites pénales en quittant ses fonctions. Les présidents sont plus susceptibles de réussir à violer les limites de mandat s'ils exercent un contrôle fort sur les autres branches du gouvernement, que ce soit par le biais de leurs partis politiques ou du fait de contre-pouvoirs  insuffisants. Bien que la violation des limites de mandat soit plus courante dans les pays moins démocratiques, l'opposition politique et populaire et les gouvernements étrangers peuvent tout de même parvenir à y faire respecter les limites de mandat.
Un président peut tenter de contourner indirectement les limites de mandat en prolongeant son règne sans mandat supplémentaire. Cela peut se faire en prolongeant la durée du mandat ou en reportant les élections. Dans certains cas, un président peut contourner les limites de mandat en démissionnant officiellement de ses fonctions, mais en conservant de facto le contrôle du gouvernement. Ainsi, en Russie, le président Vladimir Poutine installe, en 2008 (après deux mandats), son successeur à son poste, un homme de confiance, Dmitri Medvedev. Il reprend ensuite les rênes du pouvoir après que la limite de mandats consécutifs ait été remise à zéro,.

## Sources